# Preparativi per la fine
Preparativi per la fine è il secondo album in studio del gruppo Alternative italiano C.O.D., pubblicato nel 2005 dopo che la band era riuscita a sciogliere il contratto con la precedente etichetta Virgin.

## Tracce
1. Desolèe
2. Lowrenzo
3. Tsunami [graziosamente]
4. c.i.g.n.i.
5. uno.cinque
6. canzone contro di me
7. hitech
8. noiseterapia
9. parto [titoli di coda]
10. [la spettacolare] ascesa [dei miei ricordi]
11. l'austerità dei cigni